# 办事长官
办事长官是中华民国北洋政府设置在青海、西藏、阿尔泰的行政长官，由清代的辦事大臣改制而來。

## 青海办事长官
由清朝西宁办事大臣改设。1915年10月3日裁撤。同年，西宁镇总兵改为西宁镇守使，后又改为「甘边宁海镇守使」。北洋政府规定“以青海属甘，以长官事属镇守使”，即以甘边宁海镇守使负责原青海办事长官事务。
- 庆恕（－1912年7月14日）
- 马福祥（1912年7月14日兼署－）
- 廉兴（1912年8月31日－1915年9月6日革职）

## 西藏办事长官
由清朝西藏办事大臣改设。
- 钟颖（1912年5月9日－1913年）
- 陆兴祺（1913年6月1日护理－1914年4月2日）
- 陆兴祺（1914年4月2日－1916年3月2日假－1920年5月19日假－1920年8月27日续假－1923年3月31日假－1924年5月16日续假）（1925年起未再任职）
- 李嘉嚞（1916年3月2日代行－1922年）

## 阿尔泰办事长官
由清朝阿尔泰办事大臣改设。1919年6月1日裁撤，辖区并为新疆省阿山道。
- 帕勒塔（1912年5月17日－1914年1月9日假，11月7日开缺）
- 刘长炳（1914年1月9日暂署－）
- 程克（1915年12月3日－1918年3月15日）
- 张庆桐（1918年3月15日署－1919年6月1日裁撤）